# Haplochromis nuchisquamulatus
Haplochromis nuchisquamulatus là một loài cá thuộc họ Cichlidae. Nó là loài đặc hữu của Kenya và is known to inhabit hồ Victoria.